# Раковинний Яр
Раковинний Яр (рос. Ракушечный Яр) - археологічне багатошарове поселення на дінському острові Порічний у Ростовській області неподалік від Роздорського археологічного поселення.
В поселенні нараховується 23 культурних шарів загальною товщиною понад 5 метрі. 
Для 23-14 шарів ранньоновокам'яної доби характерні плоскодонні посудини без орнаменту, іноді вкриті охрою. Ранньо-новокам'яні шари мають аналоги у північній Месопотамії.
У шарах 23-18 зустрічаються кьйоккенмедінгі. Починаючи із шару 17 - стовпові споруди з глиняними підлогами, підвогшищеві вимостки.
Гостродонний посуд з'являється у 13-му шарі.
Крем'яні вироби являють собою пластинчатими заготівлями.
Інвентар: свердла, сланцеві грузила, шліфувальні плити, шліфовані сокири і мініатюрні тесла.
Кістяні вироби: загострені, зі скошеним краєм, на овальних пластинах, долотця; мотики з рогів оленя; антропоморфні статуетки з путових кісток коня.
За Бєлановською шари 23-9 належать до ранньої новокам'яної доби. 
1-й шар належить до дінського козацтва.
За Раковинним яром у 1983 році Т.Д. Бєлановською була виділена раковиноярська культура, що більш відома як нижньодінська. Знахідки експедиції Бєлановської зберігаються в Ермітажі.